# 5GL
5GL (5th-generation programming language - język piątej generacji) – skrócona wersja języka czwartej generacji.
Termin został po raz pierwszy użyty w 1982 przez Jamesa Martina w książce Applications Development Without Programmers

## Historia
Podczas gdy języki programowania czwartej generacji są zaprojektowane do tworzenia konkretnych programów, języki piątej generacji są zaprojektowane tak, aby komputer rozwiązywał dany problem bez udziału programisty. W ten sposób użytkownik musi martwić się tylko o to, jakie problemy należy rozwiązać i jakie warunki należy spełnić, bez martwienia się o to, jak zaimplementować procedurę lub algorytm do ich rozwiązania. Języki piątej generacji są wykorzystywane głównie w badaniach nad sztuczną inteligencją. OPS5 i Mercury są przykładami języków piątej generacji, podobnie jak ICAD, który został zbudowany w oparciu o Lisp. KL-ONE jest przykładem pokrewnego pomysłu, języka ramowego.
W latach 80. języki piątej generacji były uważane za drogę przyszłości, a niektórzy przewidywali, że zastąpią one programowanie proceduralne programowaniem opartym na ograniczeniach dla wszystkich zadań, które można ująć w ramy jako serię ograniczeń logicznych.

## Języki piątej generacji

### Główne
- Adelia Studio
- Clipper
- CA-Telon
- DataFlex
- FOCUS
- FoxPro
- LabVIEW
- LINC
- Omnis Studio SDK
- Panther
- PowerBuilder
- DEC RALLY
- SheerPower4GL (wyłącznie Microsoft Windows)
- SQLWindows
- Uniface
- Visual DataFlex (wyłącznie Microsoft Windows)
- WinDev
- XBase++